# Sir Graham Moore Islands (öar i Australien)
Sir Graham Moore Islands är öar i Australien. De ligger i delstaten Western Australia, omkring 2 300 kilometer nordost om delstatshuvudstaden Perth.
Savannklimat råder i trakten. Genomsnittlig årsnederbörd är 1 206 millimeter. Den regnigaste månaden är januari, med i genomsnitt 392 mm nederbörd, och den torraste är juni, med 2 mm nederbörd.